# Das Geheimnis von Dual Spires
Das Geheimnis von Dual Spires (engl. Originaltitel: Dual Spires) ist die zwölfte Folge der fünften Staffel der US-amerikanischen Krimiserie Psych. Regie führte Matt Shakman, geschrieben wurde die Folge von Bill Callahan und dem Hauptdarsteller James Roday. Erstmals wurde sie am 1. Dezember 2010 bei USA Network gezeigt.
Die Folge ist eine Hommage an die Fernsehserie Twin Peaks, aus der die sieben Darsteller Sherilyn Fenn, Sheryl Lee, Dana Ashbrook, Robyn Lively, Lenny Von Dohlen, Catherine E. Coulson und Ray Wise einen Auftritt haben. Letzterer tritt hier erneut in der Rolle des Pater Peter Westley auf, den er bereits zuvor in Psych darstellte.

## Handlung
Shawn und Gus erhalten eine anonyme E-Mail, mit der sie auf das Zimt-Festival der fiktiven Kleinstadt Dual Spires eingeladen werden, deren Ortsname genauso wie derjenige der ebenfalls fiktiven Kleinstadt Twin Peaks mit Doppelgipfel übersetzt werden kann. In Dual Spires eingetroffen werden Shawn und Gus mit dem mysteriösen Tod der Teenagerin Paula Merral konfrontiert, die augenscheinlich in einem See ertrunken ist. Der Name "Paula Merral" ist ein Anagramm von "Laura Palmer", dem Namen des Opfers, auf welchem die Fernsehserie Twin Peaks im Wesentlichen basiert.

## Produktion
Das Geheimnis von Dual Spires ist die 75. Folge der Serie Psych. Sie ist mit einer Laufzeit von 50 Minuten länger als eine durchschnittliche Folge der Serie.
Die Folge wurde als Hommage an die Fernsehserie Twin Peaks geplant und umgesetzt und enthält eine Reihe von Anspielungen auf diese. Als Co-Autor fungierte der Hauptdarsteller James Roday, der Twin Peaks als seine Lieblingsfernsehserie bezeichnet und bereits seit der ersten Staffel eine darauf basierende Folge umsetzen wollte.
Die Erstausstrahlung fand auf den Tag genau 20 Jahre nach der Erstausstrahlung der 17. Folge der Serie Twin Peaks statt, in der Laura Palmers Mörder überführt wurde.
Mädchen Amick und Michael Ontkean waren ebenfalls als Darsteller vorgesehen, es kam jedoch nicht zur Zusammenarbeit. Amick spielte allerdings eine Gastrolle in der anschließenden sechsten Staffel von Psych.
Zunächst war geplant, auch David Lynch, dem Regisseur und Produzenten von Twin Peaks, eine Rolle anzubieten. Man verwarf die Idee jedoch aus Angst, dass er die Folge nicht mögen würde und mit ihm auch andere Darsteller abspringen würden. Die ebenfalls aus Twin Peaks bekannten Schauspieler Kyle MacLachlan und Lara Flynn Boyle wurden angeblich von vornherein nicht für einen Auftritt in Betracht gezogen.
Das Titellied I know you know wurde für den Vorspann in einer langsameren Version von Julee Cruise interpretiert. Die neue Version erinnert an das auch von Cruise stammende Titellied der Serie Twin Peaks. Der Vorspann wurde ebenfalls geändert, so dass er dem von Twin Peaks ähnelt.

## Veröffentlichung
Erstmals öffentlich gezeigt wurde Das Geheimnis von Dual Spires am 29. November 2010 im Paley Center For Media in Beverly Hills in Gegenwart der beiden Hauptdarsteller James Roday und Dulé Hill sowie Timothy Omundson, Maggie Lawson und der fünf Gaststars Ray Wise, Robin Lively, Sheryl Lee, Catherine E. Coulson und Lenny Von Dohlen.
Die erstmalige Fernsehausstrahlung fand am 1. Dezember 2010 beim US-amerikanischen Kabelsender USA Network statt. Die deutschsprachige Erstausstrahlung erfolgte am 13. Juni 2013 auf RTL.

## Rezeption
Laut Nielsen Ratings sahen 3,543 Mio. Zuschauer die Episode bei ihrer Erstausstrahlung in den Vereinigten Staaten, das waren etwa 500.000 Zuschauer mehr als bei der zuvor gesendeten Episode. Bisher konnte keine der später gesendeten Episoden mehr eine höhere Einschaltquote erreichen.
In Deutschland sahen 1,74 Millionen und 8,4 Prozent der Zuschauer ab drei Jahren die Episode bei ihrer Erstausstrahlung.
Hauptsächlich aufgrund der Hommage an die Fernsehserie Twin Peaks gilt Das Geheimnis von Dual Spires als eine der „erinnerungswürdigsten“ Psych-Episoden, die höchstes Medieninteresse auf sich zog. Die Episode erhielt gemischte Kritiken, wovon die guten Kritiken überwiegend von Personen stammen, die bereits mit Twin Peaks vertraut waren.
Jonah Krakow von IGN vergab die Wertung 9 von 10 und schrieb, Dual Spires sei „einfach die seltsamste Episode von PSYCH, aber deshalb ist sie so großartig.“ Katie McLaughlin von CNN war der Meinung, dass Psych ein „verdammt gutes Tribut an Twin Peaks“ abgeliefert habe.
Simon Abrams vom A.V. Club bewertete die Episode auf einer Skala von A+ bis F mit einem C- und nannte sie „schluderig“. Auch für Brittany Frederick, die Twin Peaks zuvor nicht kannte, war Dual Spires weniger unterhaltsam als andere Episoden.